# Слепой Пью
Пью (Слепой Пью, англ. Blind Pew) — персонаж романа Роберта Льюиса Стивенсона «Остров сокровищ», вымышленный пират XVIII века.
Пью — слепой пиратский вожак, о котором известно, что он потерял зрение в том же бою, в котором Джон Сильвер потерял свою ногу (хотя при этом сам он упоминает, что потерял зрение «во имя храброй защиты своей родины, Англии»). Составлял вместе с Флинтом, Джоном Сильвером и Чёрным Псом четвёрку самых свирепых и опасных злодеев, действующих в романе Стивенсона. Обладает большой физической силой, хорошей пространственной памятью и ориентацией в пространстве. Погиб под копытами лошади после погрома в трактире «Адмирал Бенбоу». Его влияние на остальных пиратов огромно. Даже будучи слепцом, он наводит ужас на Билли Бонса, а Сильвер с уважением повторяет его имя. Именно он руководил атакой на трактир «Адмирал Бенбоу».
Один из классических примеров отражения в литературе негативных предрассудков, связанных со слепцами. Он соединяет в себе физическое уродство и редкостную злобу, его слепота подчёркивает тьму в его душе.

## Слепой Пью в современной культуре

### Кино и телевидение
| Страна                                            | Год  | Название                  | Режиссёр                          | Роль/Озвучка    | Примечания                                |
| ------------------------------------------------- | ---- | ------------------------- | --------------------------------- | --------------- | ----------------------------------------- |
| США                                               | 1920 | Остров сокровищ           | Морис Турнёр                      | Лон Чейни       | Один из первых цветных (частично) фильмов |
| США                                               | 1934 | Остров сокровищ           | Виктор Флеминг                    | Уильям Монг     |                                           |
| США · Великобритания                              | 1950 | Остров сокровищ           | Байрон Хэскин                     | Джон Лори       |                                           |
| СССР                                              | 1971 | Остров сокровищ           | Евгений Фридман                   | Андрей Файт     |                                           |
| Великобритания · Франция · ФРГ · Италия · Испания | 1972 | Остров сокровищ           | Джон Хаф Андреа Бьянки            | Пауль Мюллер    |                                           |
| СССР                                              | 1982 | Остров сокровищ           | Владимир Воробьёв                 | Георгий Тейх    |                                           |
| Италия · ФРГ                                      | 1987 | Остров сокровищ в космосе | Антонио Маргерити                 | Бьяджо Пеллигра | телесериал                                |
| СССР                                              | 1988 | Остров сокровищ           | Давид Черкасский                  | Георгий Кишко   | Анимационный фильм                        |
| США · Великобритания                              | 1990 | Остров сокровищ           | Фрейзер Кларк Хестон              | Кристофер Ли    |                                           |
| Великобритания                                    | 1993 | Легенды Острова сокровищ  | Дино Атанассиу Саймон Уорд-Хорнер | Роб Рэкстроу    | Мультсериал                               |
| США                                               | 1999 | Остров сокровищ           | Питер Роу                         | Коуди Пэланс    |                                           |
| США                                               | 2006 | Пираты Острова Сокровищ   | Ли Скотт                          | Дэвид Шик       |                                           |
| Великобритания · Ирландия                         | 2012 | Остров сокровищ           | Стив Бэррон                       | Кит Аллен       |                                           |